# Croûte planétaire
En planétologie, la croûte d'un objet céleste différencié est la couche solide qui recouvre le manteau, lequel entoure le noyau. Cette définition se calque sur la structure interne de la Terre, qui est constituée d'un noyau métallique (fer), d'un manteau rocheux (silicates) et d'une croûte de composition variée. Cette même structuration s'applique aux autres planètes telluriques (Mercure, Vénus et  Mars), à quelques satellites comme la Lune et Io, ainsi qu'à certains astéroïdes comme Vesta. D'anciens astéroïdes aujourd'hui fragmentés ont pu avoir la même structure.

## La Terre
La croûte terrestre est constituée de deux ensembles bien différents :
- la croûte océanique (55 % de la surface terrestre, essentiellement immergée), relativement mince (5 à 7 km d'épaisseur en général), dense (environ 3 g/cm3) et jeune (de 0 à 340 Ma). Assez homogène chimiquement et minéralogiquement, elle est principalement constituée de basaltes et de gabbros ;
- la croûte continentale (45 % de la surface terrestre, dont 29 émergés), plus épaisse (15 à 80 km), moins dense (2,7 à 2,8 g/cm3 en moyenne, mais très variable) et généralement plus âgée (de 0 à 4,03, voire 4,28 Ga). Extrêmement hétérogène, elle est principalement constituée de roches granitiques et de gneiss.

## Astéroïdes
L'épaisseur de la croûte de l'astéroïde (4) Vesta est estimée à une dizaine de kilomètres, notamment en raison de la profondeur du cratère Rheasilvia. D'après la composition minéralogique des météorites HED (des météorites différenciées dont on pense qu'elles proviennent de Vesta), elle est constituée en surface d'un régolithe lithifié et de laves basaltiques, et en profondeur de roches plutoniques composées, soit de pyroxène, de pigeonite et de plagioclase, soit essentiellement d'orthopyroxène à gros grains.
En 2019 l'analyse chimique des minéraux de la météorite NWA 8486, une achondrite non groupée, montre une richesse particulière en europium et en strontium, caractéristique des anorthosites ou des produits de la fusion d'une anorthosite. Elle proviendrait de la croûte d'un astéroïde différencié ayant développé, comme la Lune, un océan magmatique puis, par refroidissement et cristallisation progressive (avec flottaison des plagioclases), une croûte anorthositique,.
La plus vieille roche crustale connue est la météorite Erg Chech 002, une roche magmatique dont l'âge de cristallisation est de 4 565,56 ± 0,12 Ma. Plusieurs systèmes isotopiques indiquent que cette roche provient de la fusion partielle d'un matériel ayant la composition d'une chondrite CI typique.